# Красные рубашки (Италия)
Красные рубашки (итал. Camicie Rosse), или красные куртки (итал. Giubbe Rosse), — название, данное добровольцам, которые следовали за Джузеппе Гарибальди в Южной Италии во время его Экспедиции Тысячи, но иногда распространялось на другие его кампании. Название пошло от цвета их рубашек или свободных облегающих блузок, (полная униформа с кителем была не по карману итальянским патриотам).

## История
Красные рубашки были использованы Джузеппе Гарибальди как символ его добровольцев, униформа патриотов Италии сражавшихся против Австрийской империи и Папской области за объединение раздробленных итальянских государств в единое, под Савойской короной. По одной из версий во время своего изгнания, Гарибальди участвовал в военных действиях в Уругвае, где в 1843 году он, первоначально, использовал красные рубашки из запаса, предназначенного для работников скотобойни в Буэнос-Айресе. Позже он провел время в частной отставке в Нью-Йорке. Оба места были заявлены как место возможного рождения Гарибальдийской красной рубашки.
Формирование его Добровольческой армии в Уругвае, его мастерство в технике ведения партизанской войны, его оппозиция императору Бразилии и аргентинским территориальным амбициям, (воспринимаемым либералами также как империалистические), а также его победы в битвах при Серро и Сант-Антонио в 1846 году, которые обеспечили независимость Уругвая, сделали Гарибальди и его последователей героями в лице революционеров Италии и Европы. Гарибальди позже был провозглашен как «Gran Chico Fornido» на основе этих подвигов.
В Уругвае, призвав итальянцев из Монтевидео, Гарибальди сформировал в 1843 году итальянский легион. В более поздние годы утверждалось, что в Уругвае легион сначала носил красные рубашки, связанные с «Тысячью» Гарибальди, которые, как говорили, были получены с завода в Монтевидео, который намеревался экспортировать их на скотобойни Аргентины. Красные рубашки, которые носили аргентинские мясники в 1840-х годах, не задокументированы, однако, и знаменитая camicie rosse не появилась во время боевых действий Гарибальди в Риме в 1849-50 годах.
Позже, после провала кампании за Рим, Гарибальди провел несколько лет, (с 1850 по 1853 годы), вместе с итальянским патриотом и изобретателем телефонной связи Антонио Меуччи, в скромном готическом каркасном доме, (теперь обозначенном как достопримечательность Нью-Йорка), на Статен-Айленде, Нью-Йорк, прежде чем отправиться обратно в Италию в 1853 году. Теперь на Статен-Айленде находится музей Гарибальди-Меуччи.
В Нью-Йорке, в эпоху до Гражданской войны, конкурирующие компании добровольных пожарных снискали уважение у рабочего класса города, поскольку городские пожары в то время, были явлением частым. Добровольческие пожарные роты отличались деталями своей униформы, но все они носили красную фланелевую рубашку — своеобразным символ огня. Когда Гарибальди вернулся в Италию после своего пребывания в Нью-Йорке, красные рубашки впервые появились среди его последователей.
Гарибальди оставался местным героем среди европейских и прежде всего итальянских иммигрантов в Нью-Йорке. Так называемая «Гвардия Гарибальди» (39-я добровольческая армия штата Нью-Йорк) участвовала в Гражданской войне в США в 1861-65 годах. Как часть их униформы, они также носили красные шерстяные «рубашки Гарибальди». Газета The New York Tribune оценила их так:

Офицеры гвардии — это люди, занимавшие важные посты в венгерских, итальянских и немецких революционных армиях. Многие из них служили в сардинской и французской армиях в Крыму и в Алжире.
Женская мода, рубашка Гарибальди, была начата в 1860 году императрицей Евгенией французской, и стиль blousy оставался популярным в течение нескольких лет, в конечном итоге превратившись в викторианскую рубашку талии и современную женскую блузку. В России во второй половине XIX века вошли в моду женские блузки красного цвета — гарибальдийки.
Сын Джузеппе Гарибальди, Риччотти Гарибальди, позже возглавил добровольческие отряды красной рубашки, которые сражались вместе с греческой армией в Греко-турецкой войне 1897 года и Первой Балканской войне 1912-13 годов.

## Влияние на других
Красные рубашки вдохновили Муссолини на создание фашистских чернорубашечников (MVSN), униформа которых не могла быть красной ввиду того, что уже к тому времени этот цвет стал прочно ассоциироваться с коммунистами, их идеологическими врагами. Однако ими был использован чёрный цвет, как цвет Ардити — элитного подразделения итальянской армии пользовавшегося большим уважением в самой Италии. Нацисты Адольфа Гитлера также переняли единую униформу отличавшуюся особым цветом рубашек — коричневым, она была отличительным признаком штурмовиков (SA). Идея использования «корпоративных» цветов униформы, позднее, нашла применение и у других крайне националистических военизированных организаций в мире: квазифашистские Ирландские синерубашечники Эоина О’Даффи или испанские фалангисты.
Однако, несмотря на то, что сам Гарибальди и его сторонники являлись по сути представителями итальянского национально-освободительного движения и несли идеологию «Великой и Единой Италии», они не считаются широко признанными протофашистами. Английский футбольный клуб Ноттингем Форест с гордостью носит красные рубашки Гарибальди с момента их создания в 1865 году. Сегодня красные рубашки это символ левого политического движения в Таиланде, также в красной рубашке появлялся на публике и бывший президент Венесуэлы Уго Чавес.